# Hedared
Hedared – miejscowość (tätort) w Szwecji, w regionie administracyjnym (län) Västra Götaland, w gminie Borås.
Według danych Szwedzkiego Urzędu Statystycznego liczba ludności wyniosła: 361 (31 grudnia 2015), 336 (31 grudnia 2018) i 338 (31 grudnia 2019).